# Jaz, robot
Jaz, robot (izvirno angleško I, Robot) je zbirka kratkih znanstvenofantastičnih zgodb ameriškega pisatelja Isaaca Asimova povezanih v celoto, ki so izšle leta 1950.
Zgodbe se dogajajo v prihodnosti, sredi 21. stoletja, napisane pa so v pretekliku. Glavne osebe zgodb so zelo napredni roboti, podobni ljudem in sposobni samostojnega delovanja. Čeprav so glavni junaki zgodb roboti, zgodbe govorijo predvsem o ljudeh in njihovih problemih in dilemah. Zgodbe so povezane v celoto kot pogovor med avtorjem in glavno psihologinjo podjetja U. S. Robot and Mechanical Men Co dr. Susan Calvin.
Knjigo je v slovenščino prevedla Marija Slapnik. Leta 1961 jo je izdala založba Življenje in tehnika (COBISS). Po romanu je posnet tudi film Jaz, robot. V knjigi je Asimov uveljavil njegovo znano načelo o treh zakonih robotike, ki jih v svojih delih uporabljajo tudi drugi avtorji znanstveno fantastičnih del. 

## Poglavja
- Robbi
- Neubogljivi Speedy
- Nejeverni robot
- Robot, ki je predel čas
- Lažnivec
- Mali, izgubljeni robot
- Polet medzvezdne kozmične ladje (Pobeg!)
- Mr. Stephen Byerley kandidira

Izvirno angleško zbirko sestavlja devet poglavij in začetni dialog, ki je v slovenskem prevodu poimenovan Namesto uvoda. V prevodu je izpuščena zadnja zgodba, ki govori o problemih robotskega vladanja.